# Искам го мъртъв
„Искам го мъртъв“ е български игрален филм (криминален) от 2008 година на режисьорите Станислав Динев, Христина Драганова и Виктория Илиева, по сценарий на Мария Станкова. Оператори са Богдан Николов и Калин Давидов. Създаден е по на едноименния роман на Мария Станкова. Музиката във филма е композирана от Петко Манчев.

## Актьорски състав
Роли във филма изпълняват актьорите:
- Койна Русева
- Асен Блатечки
- Ирини Жамбонас
- Ася Ингилизова
- Максим Генчев
- Деян Манчев
- Лилия Лазарова
- Мимоза Базова
- Елена Минекова
- Константин Минеков